# بیدود
بیدود یک شرکت اشتراک دوچرخه بود که در تهران، ایران واقع شده‌ بود. این شرکت برای نخستین بار در نمایشگاه فناوری الکامپ ۱۳۹۷ معرفی شد و نخستین و تنها کسب و کار اشتراک دوچرخه در ایران بود.
کاربران می‌توانند از برنامه تلفن هوشمند برای اجاره دوچرخه‌ها استفاده کنند و می‌توانند دوچرخه را در هر نقطه از منطقه عملیاتی رها کنند. بیدود در سال ۲۰۱۷ بیش از ۵٬۰۰۰ دوچرخه در مناطق مرکزی تهران مستقر کرده بود و چند ماه بعد حدود ۷۰۰ دوچرخه دیگر را در مناطق شمال غرب شهر اضافه کرد. بیدود برای مدتی در شیراز هم فعالیت داشت.
در اسفند ماه ۱۴۰۱ اعلام شد که شرکت پاک چرخ ايرانيان به دلیل عدم همکاری شهرداری‌‌های تهران و شیراز برای همیشه تعطیل شد.
برخی حدس و گمان‌ها درباره اعمال فشارها برای تعطیلی بی‌دود به موضوع دوچرخه‌سواری زنان برمی‌گردد که هیچگاه تایید یا تکذیب نشد.
با تعطیلی بیدود مبلغ حق اشتراکی که از هزاران مشترک بیدود دریافت شده بود هرگز به آنها بازگردانده نشد و تا این لحظه هیچ شخص یا نهادی پاسخگوی مشترکین بیدود در قبال بازپس دادن مبالغ آن‌ها نبوده است.

## پیشینه
بیدود پس از حضور در نمایشگاه فناوری الکامپ ۲۰۱۸ در تاریخ ۱۸ دسامبر ۲۰۱۸ به‌طور رسمی در منطقه ۲ تهران آغاز به کار کرد. در ابتدا، مدل کسب‌وکار آن ترکیبی از اشتراک و پرداخت در صورت تمایل بود. شارژ سپرده اولیه قابل استرداد ۱۵۹٬۰۰۰ ریال با هزینه بیمه ۳۰٬۹۰۰ ریال و هزینه ثبت نام ۱۸۹٬۹۰۰ ریال بود. همچنین به ازای هر ۳۰ دقیقه استفاده از دوچرخه از کاربران مشترک ۱۵۰۰ ریال دریافت می‌شد.
در پی اعتراضات آبان ۱۳۹۸ ایران، دوچرخه‌های بیدود در سراسر تهران جمع‌آوری و از ایستگاه‌ها خارج شدند. رئیس ارتباطات و روابط بین‌الملل شهرداری تهران در توئیتی از جمع‌آوری دوچرخه‌ها برای جلوگیری از آسیب‌دیدگی ناشی از حوادث اخیر خبر داد. دو ماه بعد، اعلام شد که این شرکت بازپرداخت واریزی که از مشتریان خود دریافت کرده‌است، آغاز کرده‌است.

### در شیراز

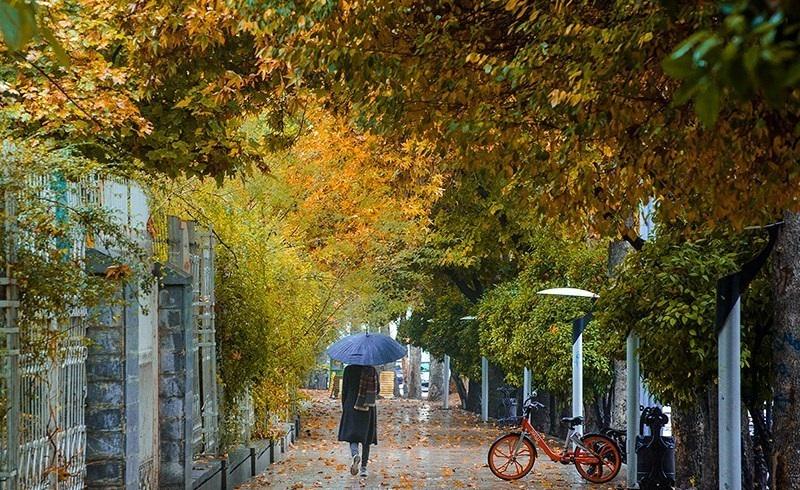
یک دوچرخه بیدود در بلوار ارم، شیراز

بیدود از ۲۸ آذر ۱۳۹۸ کار خود را در شیراز به عنوان دومین مقصد با ۲۱۷ دستگاه دوچرخه و حدود ۳۰ ایستگاه آغاز کرد. طی قرارداد شهرداری شیراز با بیدود قرار بود ظرف مدت پنج سال در سطح این کلانشهر ۲۵۷ ایستگاه دوچرخه‌سواری و ۱۰ هزار دوچرخه فعال شود. در شهریور ۱۳۹۹ اعلام شد که ۷۵ هزار نفر در شیراز در سامانه بیدود ثبت نام کرده‌اند.
با وجود استقبال فراوان شیرازی‌ها از بیدود، در تیرماه ۱۴۰۱ اعلام شد که فعالیت بیدود در شیراز پس از سه و نیم سال به دلیل وجود مشکلات مالی با شهرداری متوقف می‌شود. تلاش‌هایی برای آغاز دوباره کار بیدود در شیراز در حال انجام است.

## استفاده

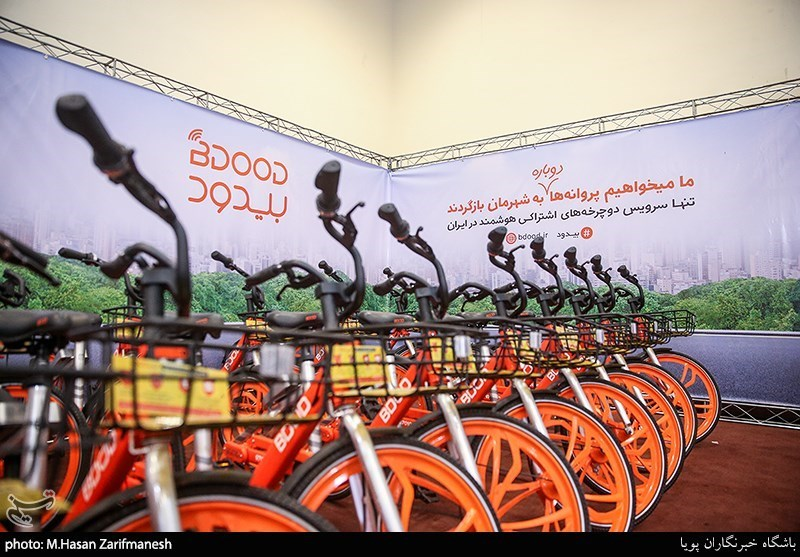
مجموعه ای از دوچرخه‌های بیدود

استفاده از این سیستم مستلزم داشتن نرم‌افزار شرکت در تلفن همراه، ثبت نام و پرداخت ودیعه است. هر دوچرخه مجهز به بلوتوث و اتصال به اینترنت است و یک کد QR روی قاب خود دارد که کاربر برای باز کردن قفل دوچرخه آن را اسکن می‌کند. وقتی کاربر سواری خود را به پایان می‌رساند، دوچرخه را به صورت دستی قفل می‌کنند و در هر جای پارکی می‌گذارند تا برای کاربر بعدی آماده شود.